# Fred Kramer
Fred Kramer (27. listopadu 1913, Frýdek-Místek – 27. října 1994, Praha) byl český módní a reklamní fotograf. Od roku 1967 do počátku 90. let působil jako externí pedagog na FAMU, kde vyučoval předmět reklamní fotografie.

## Život a dílo
Narodil se ve Frýdku-Místku jako Alfred Kramer v židovské rodině Ignatze Kramera, nakladatele fotografických pohlednic, a jeho ženy Herty, rozené Kornfeldové. Dne 7. ledna 1920 se narodila jeho sestra Katharina. Po absolvování základní školy pokračoval ve studiu na gymnáziu. První fotografické pokusy dělal ve svých jedenácti letech. V roce 1929 se rodina přestěhovala do Prahy. Alfred se nejprve učil litografem v České grafické unii. Později studoval na Státní grafické škole a vyučil se v portrétním ateliéru Jindřicha Vaňka. V letech 1933–1934 se účastnil výstav, pořádaných skupinou Foto-film Levé fronty. V roce 1934 absolvoval studium na Státní grafické škole a pokračoval v jednoročním mistrovském kurzu u Karla Nováka. Krátce se vrátil do podniku svého otce a poté pracoval v ateliéru Viléma Strömingera. V té době se věnoval i sociální fotografii, ke které se vrátil i po druhé světové válce. Tyto fotografie byly zveřejněny například na výstavě Česká fotografie 1918-1938, kterou uspořádal v Moravské galerii v Brně Antonín Dufek.
V letech 1935–1937 absolvoval základní vojenskou službu v Československé armádě. Během X. všesokolského sletu experimentoval s barevnou fotografií.
Po okupaci Československa v roce 1939 byl perzekvován, nadále ale dostával zakázky od firmy Viléma Strömingera. V roce 1940 se neúspěšně pokusil o vystěhování do Peru. V letech 1940–1941 pracoval pro Židovskou obec. V letech 1942–1945 byl internován v koncentračních táborech Terezín, Auschwitz-Birkenau, Dachau Kaufering a Munich-Allach, kde byl v roce 1945 osvobozen.
Po válce působil v ateliéru Illek a Paul. V roce 1948 se oženil s Helenou Grabsteinovou (1915–1998). Po roce 1948, kdy byla činnost soukromých fotografických ateliérů značně omezena, pokračoval ve své práci v ateliéru Illek a Paul. Začátkem padesátých let pracoval v podniku zahraničního obchodu Skloexport. Po roce 1951 byla propagační oddělení jednotlivých podniků zrušena a jejich činnost byla převedena do Obchodní komory. Zde pracoval pro řadu podniků zahraničního obchodu (Skloexport, Centrotex, Jablonex, Kovo, Ligna, Motokov a dalších) a pro obchodní dům Dům módy.
Padesátá a šedesátá léta byla vrcholným obdobím jeho tvorby. Jeho fotografie byly otištěny ve všech tehdejších československých módních časopisech (Módní tvorba, Odívání, Žena a móda). V roce 1958 byl z tohoto pracoviště propuštěn a pokračoval jako samostatný fotograf, člen Ústředního svazu československých výtvarných umělců.
V 60. letech používal jako jeden z mála barevnou fotografii a spolupracoval s předními grafiky (Stanislav Duda, Karel Míšek, Jaroslav Fišer). Od roku 1967 byl externím pedagogem na pražské FAMU, kde vychoval řadu následovníků. Jeho žáky byli například Miroslav Vojtěchovský, Dušan Šimánek, Tono Stano a další. Svoji pedagogickou činnost ukončil v roce 1990. Zemřel 27. října 1994 v Praze.
Po jeho smrti věnovala manželka Helena Kramerová rozsáhlý soubor fotografií do sbírky Uměleckoprůmyslového musea v Praze.

## Výstavy

### Samostatné výstavy
- 1965 – Výstavní síň Fotochema, Praha
- 1974 – Výstavní síň Fotochema, Praha
- 2025 – PHOTO: FRED KRAMER, Uměleckoprůmyslové museum, Praha, 17. dubna – 27. července 2025, kurátor: Jan Mlčoch[3]

### Skupinové výstavy (výběr)
- 1981 – Česká fotografie 1918–1938, Moravská galerie v Brně, kurátor: Antonín Dufek, zde byl Kramer zastoupen svými sociálními fotografiemi.
- 1989 – Cesty Československé fotografie, Dům U Kamenného zvonu, Galerie hlavního města Prahy, kurátoři: Daniela Mrázková, Vladimír Remeš.[4]
- 1989 – Co je fotografie (Mánes)[5] a Československá fotografie 1945–1989 (Valdštejnská jízdárna) – dvojice výstav ke 150. výročí vynálezu fotografie, Praha, kurátoři: Erich Einhorn, Daniela Mrázková a Josef Pecák
- 2000 – Česká móda 1940–1970: Zrcadlo doby
- 2001 – Fotografie jako umění v Československu
- 2005 – Česká fotografie 20. století
- 2008 – Československá účast na Světové výstavě Expo 58 v Bruselu a životní styl 1. poloviny 60. let

## Zajímavosti
Jeho fotografii Košířská madona použili vydavatelé samizdatového časopisu Revolver Revue na obálku čísla 9 v roce 1988 a později jako logo časopisu.